# جو هولوب
جو هولوب (بالإنجليزية: Joe Holup)‏ مواليد 26 فبراير 1934 - الوفاة 28 يناير 1998، كان لاعب كرة سلة أمريكي. بدأ مسيرته الاحترافية في سنة 1956. تم اختياره من قبل فريق فيلادلفيا سفنتي سيكسرز خلال الدرافت. بلغ طوله 6 قدم 6 بوصة (2.0 م). اعتزل اللعب في 1958. لعب مع فيلادلفيا سفنتي سيكسرز وديترويت بيستونز.

## روابط خارجية
- جو هولوب على موقع إن بي أي (الإنجليزية)
- جو هولوب على موقع سبورتس رفرنس (الإنجليزية)
- جو هولوب على موقع كلية كرة السلة في سبورتس رفرنس.كوم (الإنجليزية)
- جو هولوب على موقع ريلجم (الإنجليزية)
- جو هولوب على موقع بروبوليرز (الإنجليزية)